# Henry Faas
Henry Carel Faas (Amsterdam, 8 september 1926 – aldaar, 5 september 1990) was een Nederlands politiek journalist en publicist.

## Leven en werk
Faas begon zijn carrière als journalist in 1946 bij de Volkskrant. Hij werd na zijn militaire dienstplicht in 1948 assistent-correspondent in Londen. In 1950 kwam Faas op de parlementaire redactie. Bij toeval schreef hij persgeschiedenis, toen hij in 1957 ervan werd beschuldigd flinke delen van de troonrede van koningin Juliana vooraf te publiceren. Dat leidde tot vier kabinetsbesprekingen en uitsluiting van Faas van regeringsinstellingen gedurende een jaar, welke maatregel voortijdig opgeheven werd. Later bleek dat Faas geen embargo had geschonden, maar dat zijn artikel het resultaat was van deductie en ervaring over hoe miljoenennota's tot stand komen. Het voorval leidde in 1960 tot de oprichting van de Raad voor de Journalistiek. Faas kon zich namelijk aan het tot dan toe bestaande interne journalistieke tuchtrecht van de beroepsvereniging onttrekken, door zijn lidmaatschap op te zeggen.
Faas kreeg in de Volkskrant een eigen rubriek onder de naam „Parlementaria“, die hij ondertekende met het pseudoniem Wandelganger, wat hem de vrijheid gaf om meer interpreterend te schrijven. De rubriek werd een handelsmerk van de krant. Hij was tevens Nederlands correspondent van The New York Times en Daily Telegraph.
In oktober 1966 was Faas medeondertekenaar van een kritische interne verklaring van zijn partij, de KVP, die toen nog nauw met de krant geassocieerd was. Deze verklaring drong aan op een vergaande vernieuwing van de partij. In dezelfde maand viel het kabinet Cals door een motie van haar eigen fractie in de Nacht van Schmelzer. Faas, die links georiënteerd was, gaf daarna de stoot tot de oprichting van de Politieke Partij Radikalen, waarvan hij later lid werd. In 1970 besloot Faas, mede vanwege verwijten van partijdigheid, de krant te verlaten en chef-persvoorlichter van de toenmalige EEG in Den Haag te worden.
In 1980 was Faas kandidaat-hoofdredacteur van de Volkskrant als opvolger van Jan van der Pluijm. Dat ging niet door, omdat hij twee eisen stelde: nauwere samenwerking met Trouw en een zwaardere invloed van de redactie op het concern. In 1986 verscheen zijn terugblik: Termieten & muskieten. Vernieuwing en vernieling in de Nederlandse politiek. Hij werkte na zijn pensionering nog enige tijd voor de VARA.
Henry Faas overleed in 1990 op 63-jarige leeftijd aan een hartaanval. Zijn dochter Ellis Faas (1962-2020) werd een bekend visagist.